# Politique étrangère du Luxembourg
La politique étrangère du Luxembourg, ou diplomatie luxembourgeoise, est la politique menée par le Grand-Duché de Luxembourg vis-à-vis des autres pays en vue de favoriser ses intérêts géostratégiques, politiques, et économiques.

## Historique
Le Grand-Duché de Luxembourg est depuis longtemps un fervent partisan de l'intégration politique et économique européenne. En 1921, le Luxembourg et la Belgique forment l'Union économique belgo-luxembourgeoise (UEBL) pour créer une monnaie interéchangeable et un régime douanier commun. Après la guerre, le Luxembourg est devenu membre fondateur des Nations unies et abandonne sa politique de neutralité pour devenir membre fondateur de l'OTAN. Le Luxembourg élargi son soutien à l'intégration européenne en devenant membre fondateur de l'Union économique Benelux (aujourd'hui l'Union Benelux) et l'un des « six États fondateurs internes » des trois Communautés européennes : la Communauté européenne du charbon et de l'acier (CECA), la Communauté européenne de l'énergie atomique (Euratom) et la Communauté économique européenne (CEE). Par la suite, le Luxembourg est devenu membre fondateur de l'Union européenne (UE) lorsque la CEE et la CECA y ont été intégrées en 1993. Le Luxembourg est l'un des membres fondateurs de l'espace Schengen, abolissant les frontières intérieures de ses États membres, du nom du village luxembourgeois où l'accord original — depuis intégré dans le droit communautaire — a été signé en 1985.
La ville de Luxembourg est le site qui abrite la Cour de justice de l'Union européenne, la Banque européenne d'investissement, la Cour des comptes européenne, du secrétariat du Parlement européen, l'Office statistique de la Commission européenne (Eurostat) et encore bien d'autres organes communautaires.

## Représentations diplomatiques

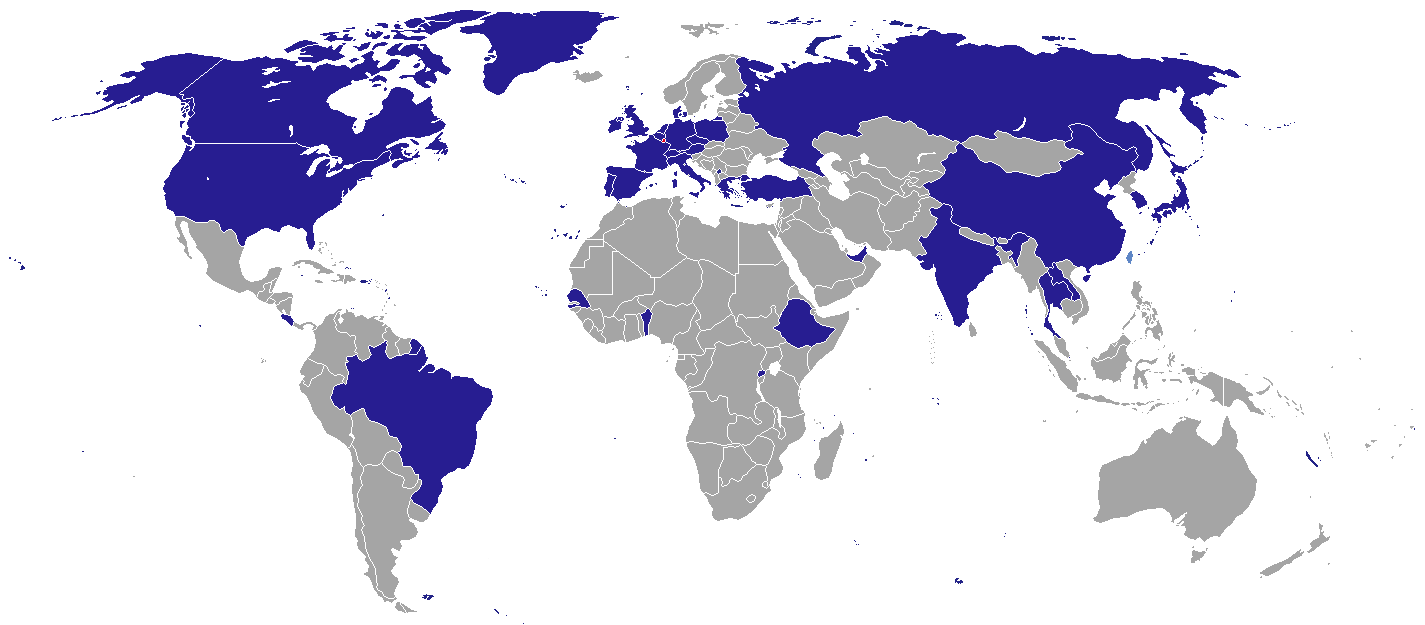
En bleu, les représentations diplomatiques du Luxembourg (présence d'une ambassade ou d'un consulat).

En 2017, le pays possède 170 consulats (consuls de carrière et consuls honoraires) et 38 missions diplomatiques à l’étranger. En plus de cela, quatre représentations permanentes (dont 7 fonctionnent indépendamment d'une ambassade) auprès des grandes organisations internationales. Le site web du ministère des Affaires étrangères et européennes présente le détail des missions diplomatiques et consulaires luxembourgeoises.